# فرکانس رادیویی
فرکانس رادیویی یا بسامد رادیویی (کوته‌نوشت به انگلیسی: RF) به محدوده ای از نوسانات در بازهٔ ۳۰ کیلوهرتز تا ۳۰۰ گیگاهرتز گفته می‌شود که معادل است با بسامد موج‌های رادیویی و جریان‌های متناوبی که حامل سیگنال‌های رادیویی هستند. آراِف معمولاً بیشتر از کارکردهای مکانیکی، به کارکردهای الکتریکی اشاره دارد، با این وجود سامانه‌های آراِف مکانیکی نیز وجود دارند.

## خواص ویژهٔ جریان آراِف
جریان‌های الکتریکی که با فرکانس رادیویی نوسان می‌کنند، خواص ویژه‌ای دارند که جریان مستقیم یا جریان متناوبی با فرکانس پایین‌تر ندارد. انرژی یک جریان آراِف می‌تواند از رسانا آن به صورت تابش الکترومغناطیسی (موج‌های رادیویی) به فضا تابش یابد و این اساس فناوری رادیو است. جریان‌های آراِف وارد ژرفای رساناهای الکتریکی نمی‌شوند بلکه از روی سطح آن‌ها عبور می‌کنند. به این پدیده اثر پوستی گفته می‌شود. به همین دلیل اگر انسان با هادی حامل جریان زیاد آراِف تماس پیدا کند، ممکن است موجب سوختگی‌های سطحی اما شدید شود که به سوختگی آراِف مشهورند. جریان آراِف می‌تواند به سادگی هوا را یونیزه کند و یک مسیر هادی در آن بسازد. از این ویژگی در واحدهای فرکانس‌بالای جوشکاری با قوس الکتریکی استفاده می‌گردد که در آن از جریان‌هایی با فرکانس بالاتر از فرکانس توزیع استفاده می‌شود. یک ویژگی دیگر قابلیت شارش از سطوحی است که از مواد عایق تشکیل شده‌اند، مانند دی‌الکتریک یک خازن. اگر از کابل برق معمولی برای انتقال آن استفاده شود، جریان آراِف تمایل دارد که از بن‌بست‌های کابل، مانند محل‌های اتصال، عبور کند و دوباره از راه کابل به منبع بازگردد و منجر به شرایطی می‌شود که به آن موج‌های ایستاده می‌گویند؛ بنابراین آراِف را باید از راه کابل‌های مخصوصی به نام خط انتقال جابجا کرد.

## ارتباط‌های رادیویی
برای دریافت سیگنال‌های رادیویی باید از آنتن استفاده شود. با این وجود، از آنجایی که هر آنتن در هر لحظه هزاران موج رادیویی را دریافت می‌کند، استفاده از یک تیونر رادیو ضروری است تا روی یک فرکانس یا بازهٔ فرکانسی خاص تنظیم شود (به انگلیسی: tune in).
برای اینکار معمولاً از یک تشدیدگر که در ساده‌ترین شکل آن از یک مدار شامل یک خازن و یک القاگر تشکیل شده و یک مدار تیون‌شده (به انگلیسی: tuned circuit) را ایجاد می‌کند، استفاده می‌شود. تشدیدگر نوسان را در یک باند فرکانسی خاص تقویت می‌کند اما نوسان‌های خارج از این باند را کاهش می‌دهد.

## فرکانس‌ها
| فرکانس                   | طول موج               | نام                     | کوته‌نوشت |
| ------------------------ | --------------------- | ----------------------- | -------- |
| ۳ تا ۳۰ هرتز             | ۱۰۵کیلومتر-۱۰۴کیلومتر | فرکانس بس‌پایین          | ELF      |
| ۳۰ تا ۳۰۰ هرتز           | ۱۰۴کیلومتر-۱۰۳کیلومتر | فرکانس ابَرپایین         | SLF      |
| ۳۰۰ تا ۳۰۰۰ هرتز         | ۱۰۳کیلومتر-۱۰۰کیلومتر | فرکانس فراپایین         | ULF      |
| ۳ تا ۳۰ کیلوهرتز         | ۱۰۰کیلومتر-۱۰کیلومتر  | فرکانس بسیارپایین       | VLF      |
| ۳۰ تا ۳۰۰ کیلوهرتز       | ۱۰کیلومتر-۱کیلومتر    | فرکانس پایین            | LF       |
| ۳۰۰ کیلوهرتز - ۳مگاهرتز  | ۱کیلومتر-۱۰۰ متر      | فرکانس متوسط            | MF       |
| ۳ تا ۳۰ مگاهرتز          | ۱۰۰متر-۱۰متر          | فرکانس بالا             | HF       |
| ۳۰ تا ۳۰۰ مگاهرتز        | ۱۰ متر-۱ متر          | فرکانس خیلی بالا        | VHF      |
| ۳۰۰ مگاهرتز - ۳ گیگاهرتز | ۱متر-۱۰سانتی‌متر       | یواچ‌اف                  | UHF      |
| ۳–۳۰ گیگاهرتز            | ۱۰سانتی‌متر-۱سانتی‌متر  | فرکانس بسیار بسیار بالا | SHF      |
| ۳۰–۳۰۰ گیگاهرتز          | ۱سانتی‌متر-۱میلی‌متر    | فرکانس بی‌نهایت بالا     | EHF      |

## در داروسازی
فرکانس‌های رادیویی ۷۵ سال است که در درمان‌های پزشکی استفاده می‌شوند. معمولاً در جراحی‌ها کمتر هجومی، از حذف با بسامدرادیویی و زَم‌بَرسایش (به انگلیسی: cryoablation) استفاده می‌شود، از جمله در درمان خواب بی‌دَمی (به انگلیسی: sleep apnea) نیز استفاده می‌گردد. ام‌آرآی هم از موج‌های رادیویی برای تولید تصویر از بدن انسان استفاده می‌کند.

## آراِف به معنای بی‌سیم
هر چند بسامد نمایانگر سرعت نوسان است، بسامد رادیویی یا مخفف آن، آراِف، به معنای رادیو نیز به کار می‌رود و به مخابرات بی‌سیم اشاره دارد و در مقابل ارتباط‌های با اتصال‌دهنده‌های الکتریکی قرار می‌گیرد. برای مثال:
- سامانه بازشناسی با امواج رادیویی
- ISO/IEC 14443-2 Radio frequency power and signal interface[۶]